# Israel José Rubio
Israel José Rubio (n. 11 ianuarie 1981, Bachaquero⁠(d), Zulia, Venezuela) este un halterofil ce a reprezentat Venezuela, medaliat olimpic. A participat la 2 ediții ale Jocurilor Olimpice (2004, 2008) în care a câștigat o medalie de bronz.